# Joseph Bernet

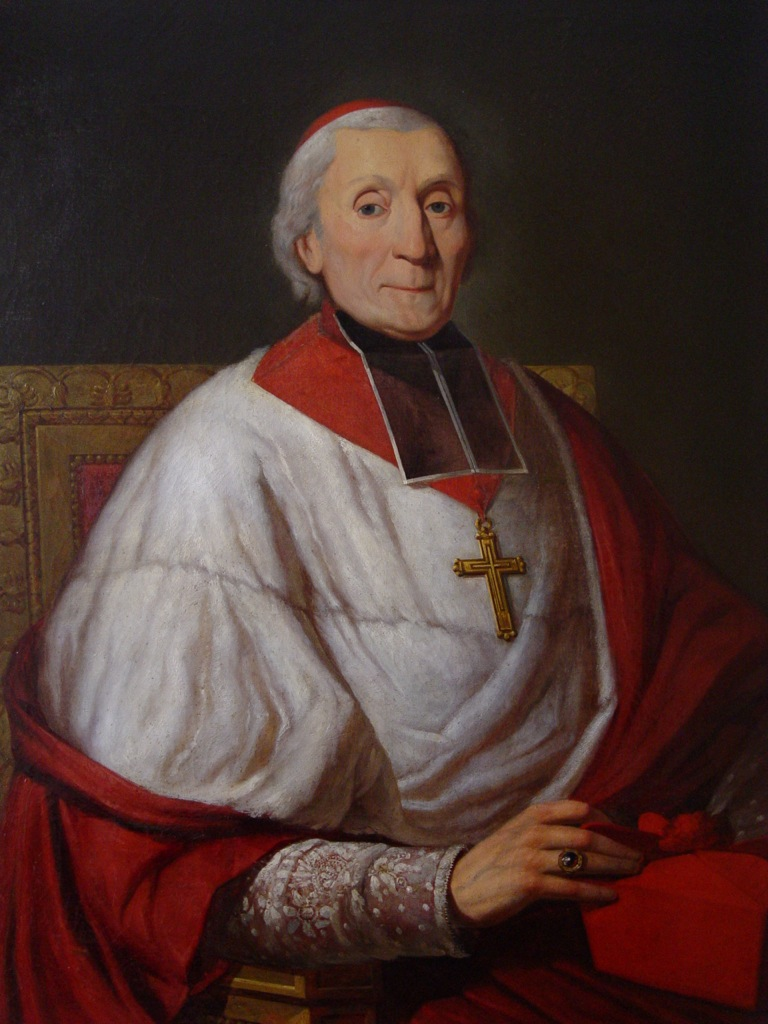
Joseph Bernet, 1846 (Gemälde)

Joseph Bernet (* 4. September 1770 in Saint-Flour, Auvergne; † 5. Juli 1846 in Aix-en-Provence) war ein französischer römisch-katholischer Geistlicher, Bischof und Kardinal.

## Leben
Er entstammte einer bürgerlichen Familie und war eines von fünf Kindern des Kaufmanns Guillaume Bernet und dessen Ehefrau Jeanne Buisson. Nach dem Schulbesuch in Saint-Flour studierte er ab 1790 am Seminar Saint-Sulpice in Paris. Als im August 1792 das Seminar geschlossen wurde, hatte Joseph Bernet seine Studien noch nicht abgeschlossen. Während der Herrschaft des terreur lebte er unter erbärmlichen Umständen in Paris, daraus rührten seine ersten gesundheitlichen Probleme, als er noch keine 25 Jahre alt war. Er musste in jener Zeit mehrmals die Hospitäler von Paris aufsuchen. Da er über keinerlei Einkommen verfügte, entschloss er sich, eine private Schule zu eröffnen. Einige Monate später verlegte er diese nach Sceaux und unterrichtete dort drei Jahre lang.
Die niederen Weihen empfing er am 19. September 1795 und die Weihe zum Subdiakon am 21. September desselben Jahres durch den Pfarrer von Saint-Flour. Die Diakonenweihe spendete ihm der Generalvikar von Paris. Am 4. November 1795 empfing Joseph Bernet – nachts und in größter Heimlichkeit – das Sakrament der Priesterweihe, wahrscheinlich durch den Bischof von Gap Jean-Baptiste-Marie de Maillé de La Tour-Landry. Als Seelsorger betreute er die Gemeinde von Saint-Antoine-des-Champs und deren Nachbargemeinden bis 1797, als er sich nach Orléans zurückzog, um dort wiederum eine Schule zu gründen. Fünf Jahre lang war er Vikar an der Pfarrkirche Saint-Paterne in Orléans, bevor er Seelsorger an St-Vincent-de-Paul in Paris wurde. Daneben war er Erster Almosenier des französischen Königshauses.
Am 29. März 1827 wurde Joseph Bernet vom französischen König für den Bischofssitz von La Rochelle vorgeschlagen. Der Papst präkonisierte ihn  am 25. Juni desselben Jahres. Die Bischofsweihe spendete ihm am 12. August 1827 in der Kirche Saint-Sulpice der Erzbischof von Paris Hyacinthe-Louis de Quélen; Mitkonsekratoren waren Charles-André-Toussaint-Bruuo-Raraond de la Lande, Bischof von Rodez, und François Feutrier, Bischof von Beauvais. Der Weihezeremonie wohnten ferner die Bischöfe Guillaume-Aubin de Villèle, Erzbischof von Bourges sowie Claude-Joseph-Judith-François-Xavier de Sagey, ehemaliger Bischof von Tulle bei. Joseph Bernet stellte sein Episkopat unter den Wahlspruch Posuit episcopos regere Ecclesiam Dei („Gott bestellte die Bischöfe zu Regenten der Kirche“). Am 14. September 1827 wurde er in das Amt eingeführt, und am 16. Oktober desselben Jahres legte er den Eid vor König Karl X. ab. Joseph Bernet wurde am 6. Oktober 1835 zum Erzbischof von Aix ernannt und am 1. Februar 1836 präkonisiert. Am 14. Juli 1840 wurde er Päpstlicher Thronassistent.
Papst Gregor XVI. kreierte ihn im Konsistorium vom 19. Januar 1846, dem letzten vor seinem Tod, zum Kardinalpriester. Das rote Birett empfing er am 22. Februar desselben Jahres durch König Louis-Philippe in der Kapelle der Tuilerien. Joseph Bernet war jedoch von Krankheiten derart geschwächt, dass er am Sonntag, den 5. Juli 1846 um 13:45 Uhr starb, ohne den roten Hut und eine Titelkirche erhalten zu haben. Auch am Konklave 1846, aus dem Pius IX. als Papst hervorging, konnte er nicht mehr teilnehmen. Beigesetzt wurde er in der Kathedrale von Aix-en-Provence.

## Auszeichnungen
- Ritter des St.-Ludwigs-Ordens
- Kommandeur der Ehrenlegion